# Bastion Kot
Bastion Kot (niem. Katz) – element nowożytnych fortyfikacji Starego Przedmieścia w Gdańsku w postaci bastionu. Zachowały się jego relikty.

## Historia
Bastion położony był w ciągu obwałowań Starego Przedmieścia, na wysokości Kościoła św. Trójcy. W miejscu tym istniała wcześniej Baszta Kocia, a także drewniany kojec w fosie. Zostały zastąpione Bastionem Kot, celem skrócenia dystansu pomiędzy sąsiadującymi: Bastionem Karowym (od północy), a Rondelem Przedmiejskim od południa (późniejszym Bastionem Wiebego). Bastion wzniósł w latach 1593-1599 niderlandzki fortyfikator Antoni van Obberghen. Obiekt składał się z pochylonego muru na planie trójkąta. Wewnątrz miał poternę. Pierwotnie z bastionu poprzez fosę przerzucony był drewniany most zwodzony, został on jednak zlikwidowany w XVII wieku. Bastion był przebudowywany w latach 1641-1642 i 1664. W odróżnieniu od pozostałych gdańskich fortyfikacji tego typu, nie był bastionem ziemnym, a głównie murowanym (kurtynowym). Był to najmniejszy gdański bastion. 
Obiekt został zniwelowany w latach 1895-1896, a kazamaty zasypano ziemią. Odkryto je w 1962 roku podczas budowy ul. Okopowej w obecnym przebiegu, jednak podziemia zostały zasypane ponownie, bez przeprowadzenia badań. Kolejne odkopanie kazamat miało miejsce w 2015 roku przy budowie przejścia podziemnego dla przystanku osobowego SKM Gdańsk Śródmieście. W nowym przejściu podziemnym pod ul. Okopową został wyeksponowany północny fragment zewnętrznej ściany bastionu z trzema otworami strzelniczymi.